# Antoni Buzuk

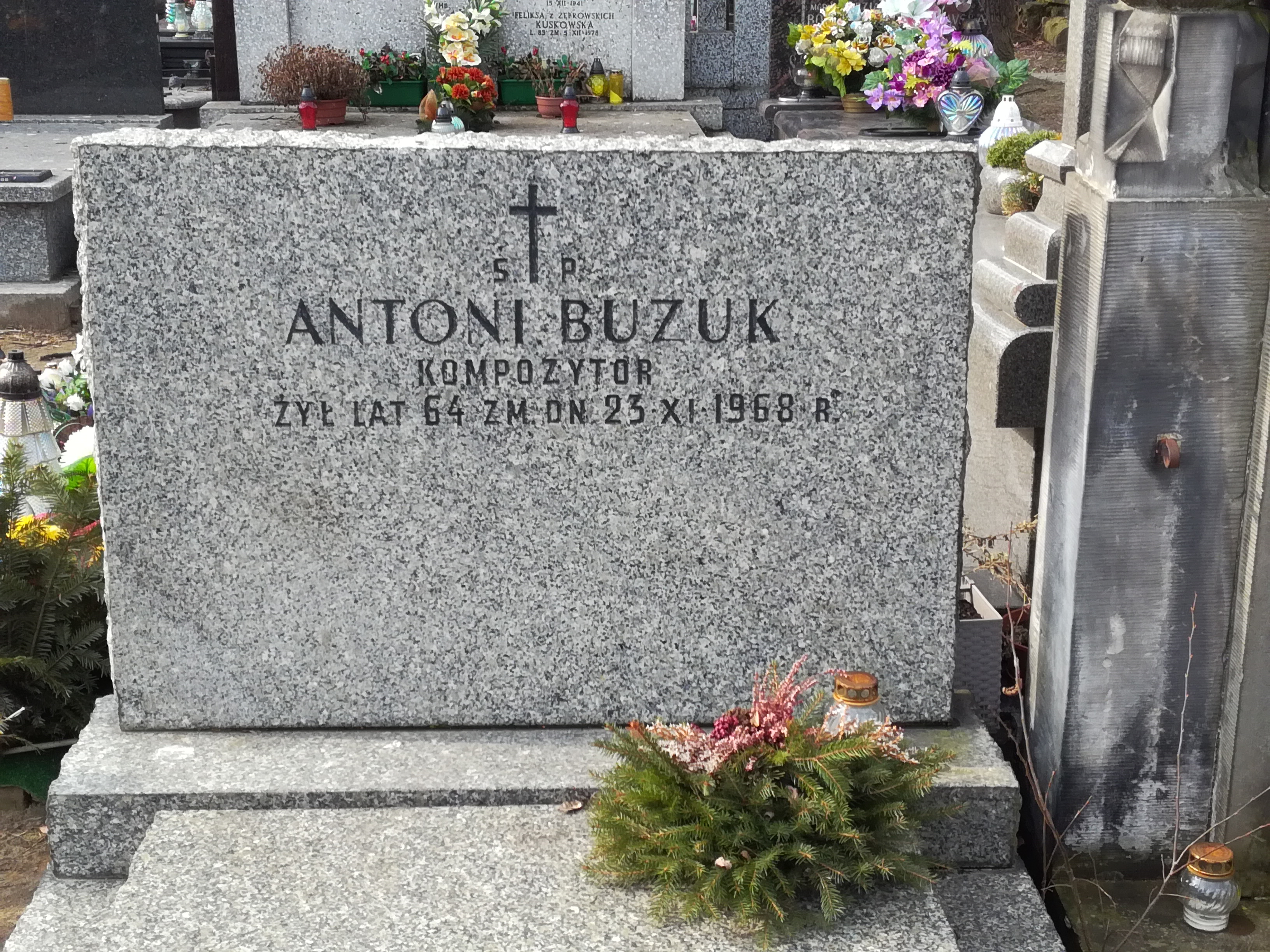
Grób Antoniego Buzuka na cmentarzu Bródnowskim w Warszawie

Antoni Buzuk (ur. 15 listopada 1904 w Warszawie, zm. 23 listopada 1968 tamże) – polski kompozytor muzyki rozrywkowej. 

## Życiorys
Urodził się w rodzinie Aleksandra i Marii z Parisów. Jako chłopiec śpiewał w chórze kościelnym Adolfa Szczygielskiego w kościele św. Franciszka. Uczestnik obrony Lwowa, następnie do 1920 ochotnik w Wojsku Polskim. Ranny w ofensywie na Kijów, dostał się do niewoli sowieckiej. 
W 1929 ukończył Wyższą Szkołę Muzyczną im. F. Chopina w Warszawie. Uczył się również kompozycji i teorii muzyki w studium uzupełniającym u Kazimierza Sikorskiego. W okresie studiów założył kwartet, z którym grywał, aż do wybuchu II wojny światowej w warszawskich kawiarniach oraz w kurortach: Juracie, Jastarni, Wiśle.
W czasie okupacji niemieckiej należał do zespołu Bohdana Wodiczki, grał w kawiarni „U Aktorek” i restauracji „Pod Krzywą Latarnią”.
Jako kompozytor czynny od lat 20. aż po lata 60. XX wieku. Pisał piosenki taneczne, harcerskie, turystyczne oraz utwory instrumentalne. Był członkiem ZAIKS-u oraz Związku Muzyków RP.
Spoczywa na cmentarzu Bródnowskim w Warszawie (kwatera 11D-III-20).

## Twórczość (wybór)
- Wiem / Jesienne Mgły (sł. Andrzej Włast / Janina Gillowa - 1949)
- Fordanserka (z Albertem Holctregerem, sł. Edward Reden - 1934)
- Nikt inny tylko ty (z Albertem Holctregerem, sł. Andrzej Włast - 1935)
- Nie mogę Cię rzucić (sł. Stanisław Śniegocki - 1936)
- Wino, walc i ty (Bogumił Kuroń - 1938)
- Jak w serenadzie (sł. Bogumił Kuroń - 1939)
- Szukam ciebie (sł. Arkadiusz Połoński - 1944, wyd. 1946)
- Jeszcze rok, jeszcze dwa (sł. Arkadiusz Połoński - 1947)
- Los (sł. Tina Dolecka - 1947)
- Gdy nie wiesz serca zapytaj (sł. Tina Dolecka - 1947)
- Bajka moich marzeń (sł. Janina Gillowa - 1947)
- Wierz mi dziewczyno (sł. Czesław Liberowski - 1948, piosenka laureatka pierwszego po wojnie konkursu na piosenkę „Ekspresu Wieczornego” i Polskiego Radia)
- W życiu jak w bajce (sł. Czesław Liberowski - 1948)
- Zakochana piosenka (sł. Edmund Polak - 1948)
- Noc (sł. Tina Dolecka - 1947)
- Już czas (sł. Czesław Libertowski - 1949)
- Leć piosenko (sł. Czesław Liberowski - 1949)
- Zabawa w Młocinach (sł. Jerzy Tomski - 1950)
- Gdyś się zakochał (sł. Wojciech Lipniacki)
- Piosenka turysty (sł. Wojciech Lipniacki)
- Sport - to twój przyjaciel (sł. Wojciech Lipniacki)
- Kwiaty (sł. Wojciech Lipniacki - 1955)
- Domyśl się (sł. Bolesław Żabko-Potopowicz - 1956)
- Niespokojna dziewczyna (sł. Bogusław Choiński i Jan Gałkowski - 1957)
- Romantyczna podróż (sł. Bogusław Choiński i Jan Gałkowski - 1958)
- Zielone szczęście (sł. Tadeusz Urgacz - 1959)
- Błękitny zmierzch (sł. Bogusław Choiński i Jan Gałkowski - 1960)
- Uśmiech lata (sł. Mirosław Łebkowski i Tadeusz Urgacz - 1960)
- Piosenką witam młodość (sł. Wojciech Lipniacki)
- Flora (utwór instrumentalny - 1962)
- Boogie-woogie i ty (instrum. - 1960)
- Rock and roll nie z tej ziemi (instrum. - 1963)